# Кови, Леон
Леон Кови (фр. Léon Cauvy; 12 января 1874[…], Монпелье — 3 января 1933, Алжир) — французский художник-ориенталист.

## Биография

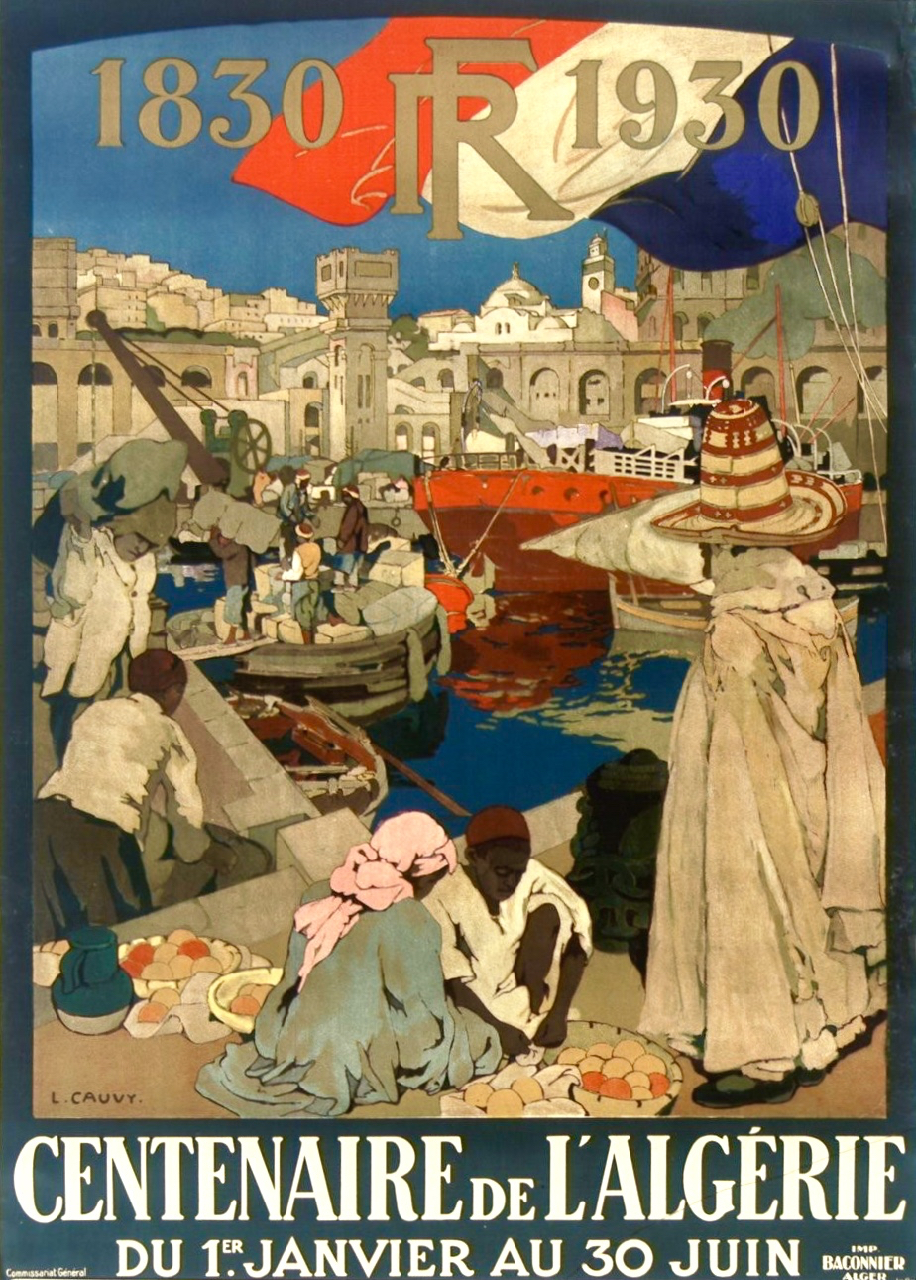
Плакат к столетию французской колонизации Алжира, 1930

Родился в 1890 году в Монпелье. Учился в Школе изящных искусств родного города, причём в период обучения получил несколько наград за эскизы и рисунки тушью. Затем переехал в Париж, где обучался в Высшей школе изящных искусств в мастерской у Альбера Маньяна.
Дебютировал на ежегодном Парижском салоне в 1901 году. В 1907 году получил медаль Салона третьей степени. В том же году во Франции была учреждена Премия Абд-эль-Тиф — аналог Римской премии, получение которой давало право на длительную бесплатную образовательную поездку во Французский Алжир с проживанием на вилле Абд-эль-Тиф и обучением в основанной французами Академии изящных искусств Алжира. Первыми лауреатами этой премии стали Леон Кови и Поль Жув.
Кови, которому было уже слегка за тридцать, сразу же отправился в Алжир. По результатам пребывания на вилле Абд-эль-Тиф, он в 1909 году представил в Париже сразу 50 своих новых картин на ориентальные сюжеты, и, довольный приёмом, который они встретили у публики и связанным с ним коммерческим успехом, принял решение навсегда поселится в Алжире.
В том же году он был назначен ректором Академии изящных искусств Алжира и оставался на этой должности всю жизнь.
В 1925 году Кови было поручено оформить Алжирский павильон на Международной выставке декоративно-прикладного искусства. Работы, созданные Кови для этой выставки, позднее украсили резиденцию командиров эскадры французского военно-морского флота в Алжире (здания, в котором позже был убит адмирал Франсуа Дарлан).
В 1930 году Кови выполнил плакат к столетнему юбилею начала французской колонизации Алжира, который был в дальнейшем отпечатан большим для своего времени тиражом 30 000 экземпляров.
В своих работах, выполненных в оригинальном художественном стиле и имевших мало общего с работами классиков ориентализма, таких, как Жан Леон Жером, Кови стремился сочетать наблюдения за повседневной жизнью Алжира с определённой идеализацией, отвечавшей его творческим задачам. Последовательно испытав влияние академизма и импрессионизма, Кови в поздние годы создавал картины маслом, напоминавшие критикам гобелены.
Скончался Кови в 1933 году в Алжире.

## Галерея

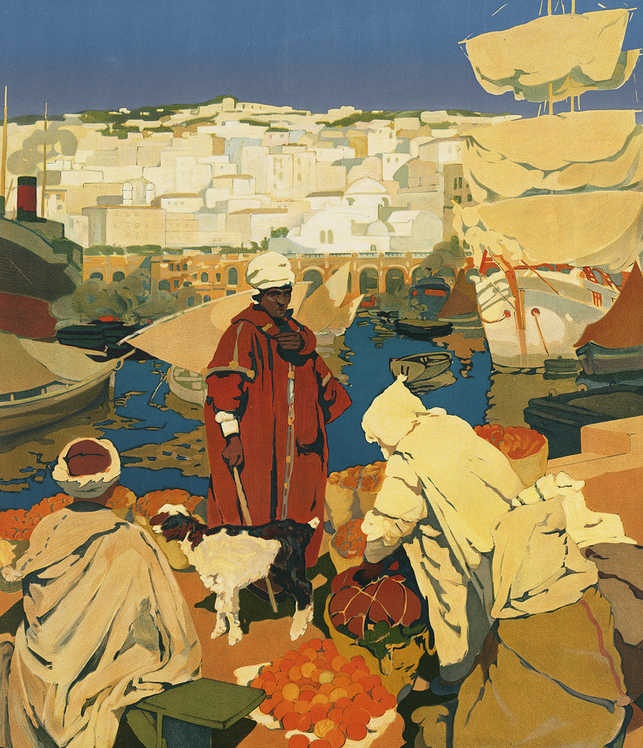
Порт Алжира. Апельсины (картина, ставшая основой для плаката)
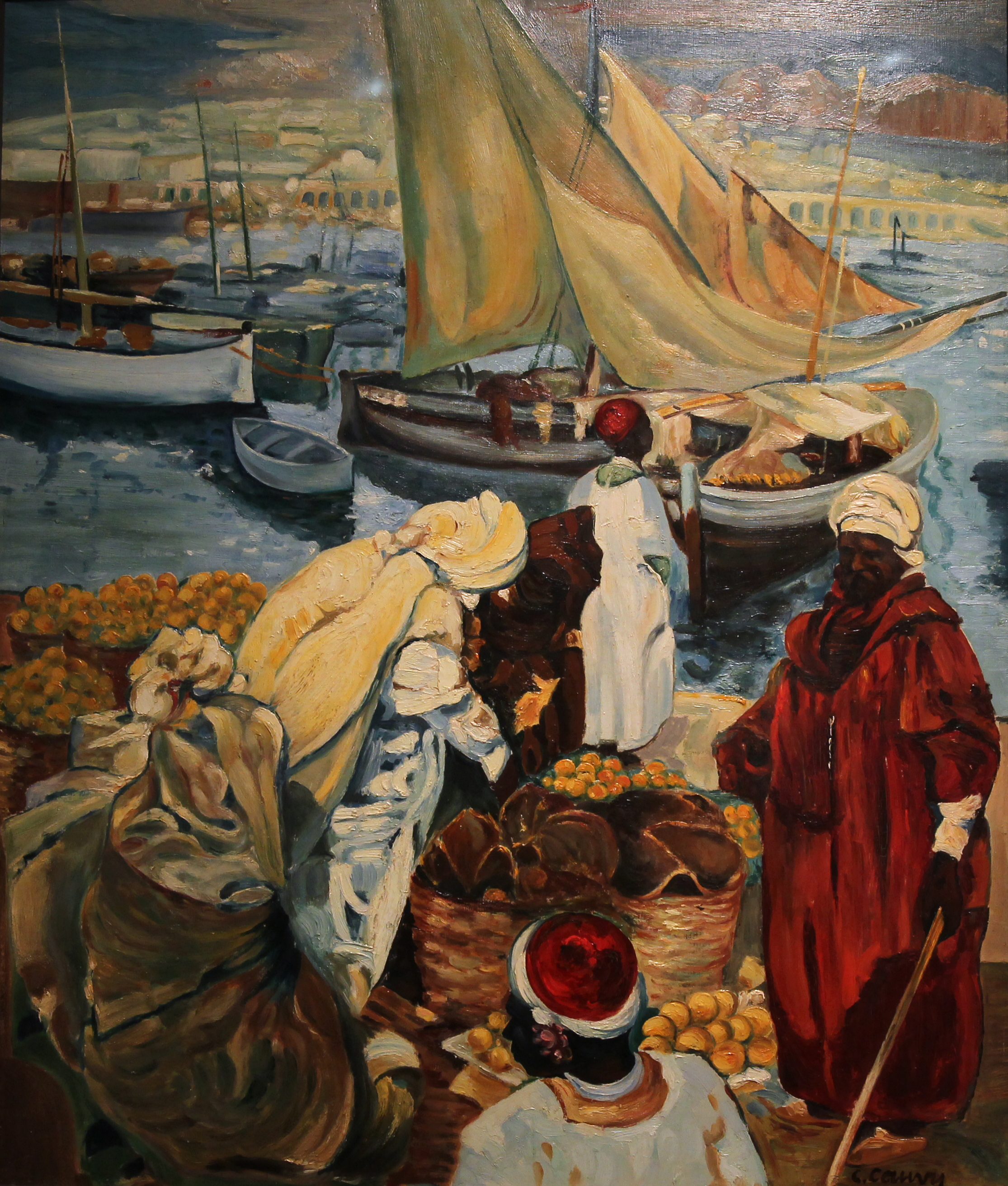
Порт Алжира. Апельсины (вариант)
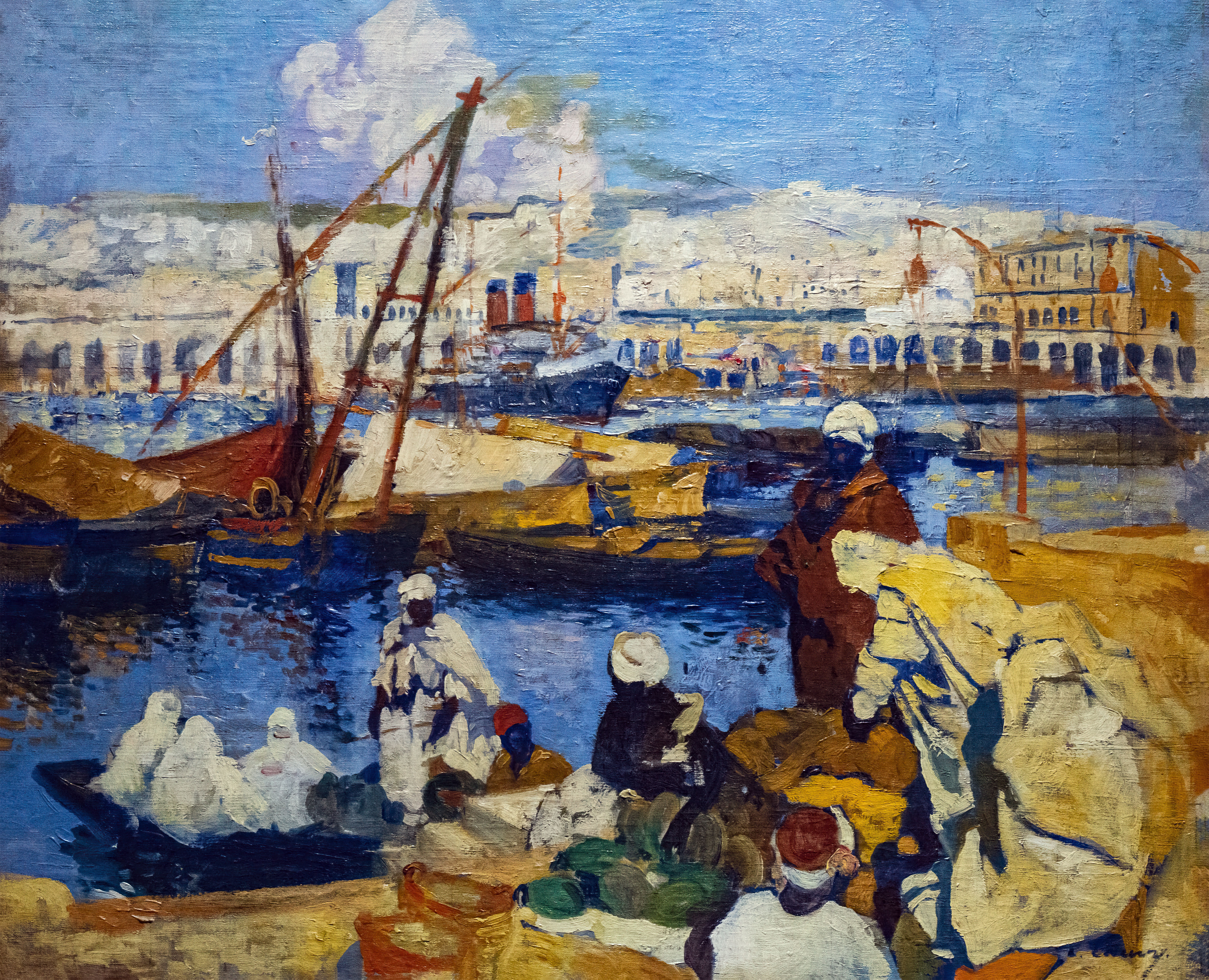
Посадка пассажиров в порту Алжира
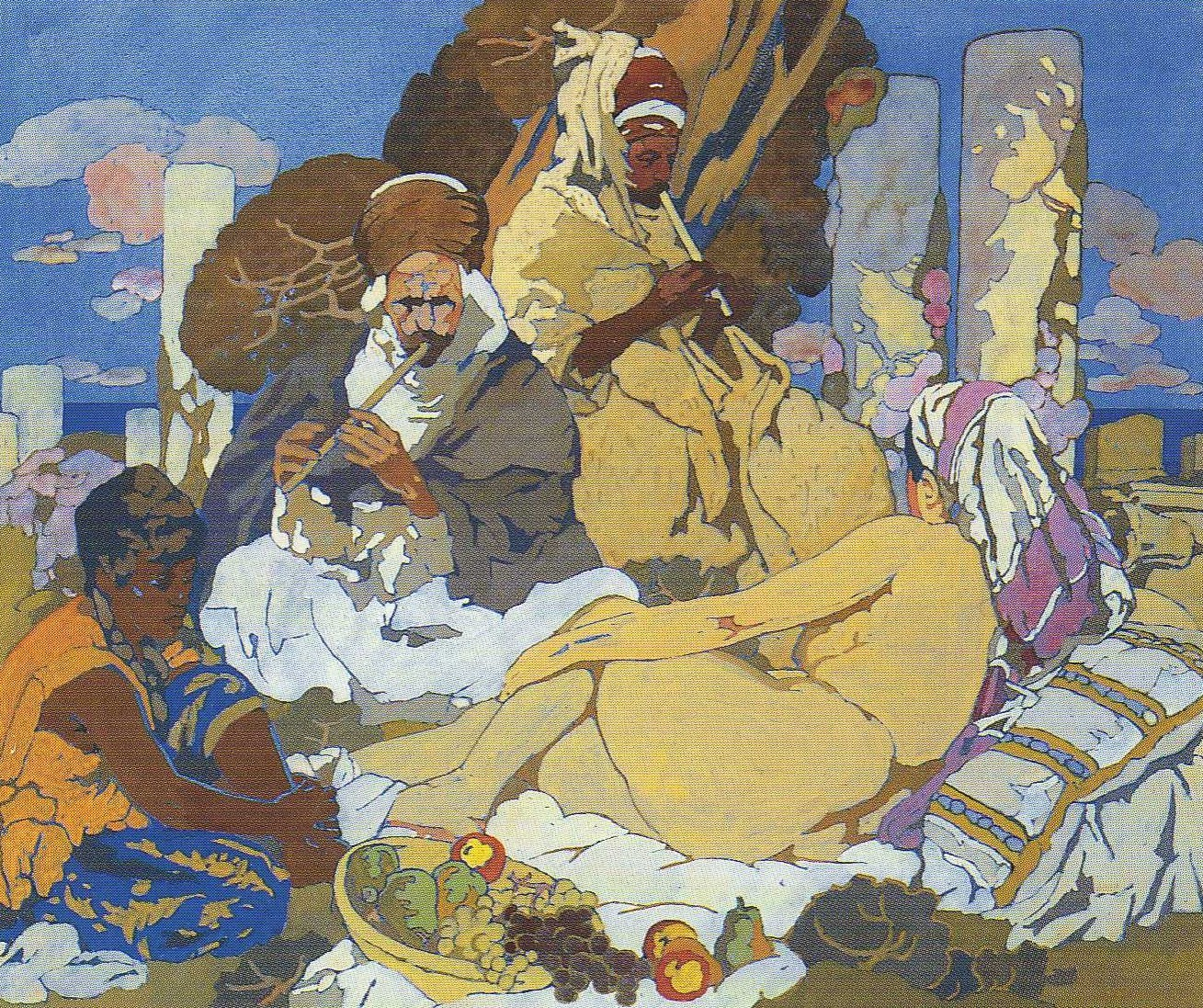
Идиллия в Типазе
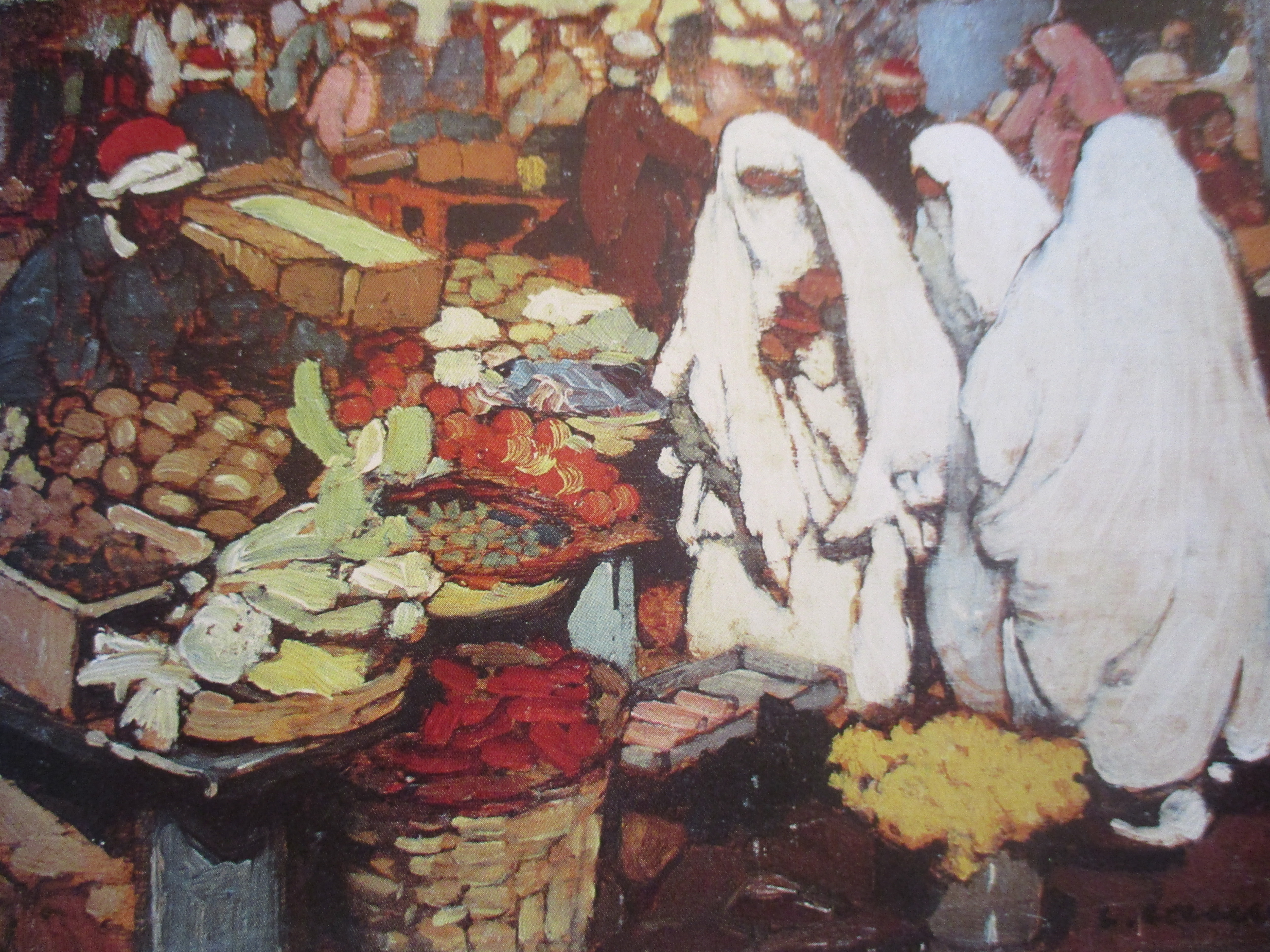
Арабский базар
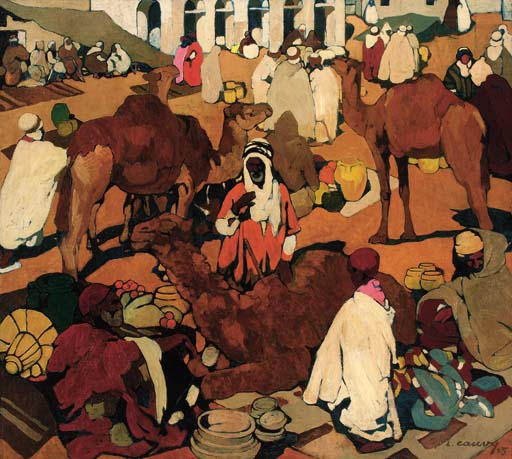
Арабский базар. Верблюды
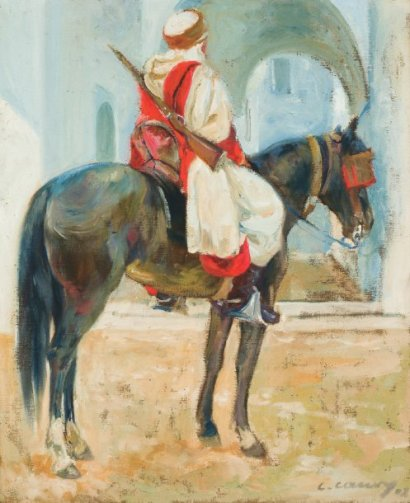
Магриб. Всадник
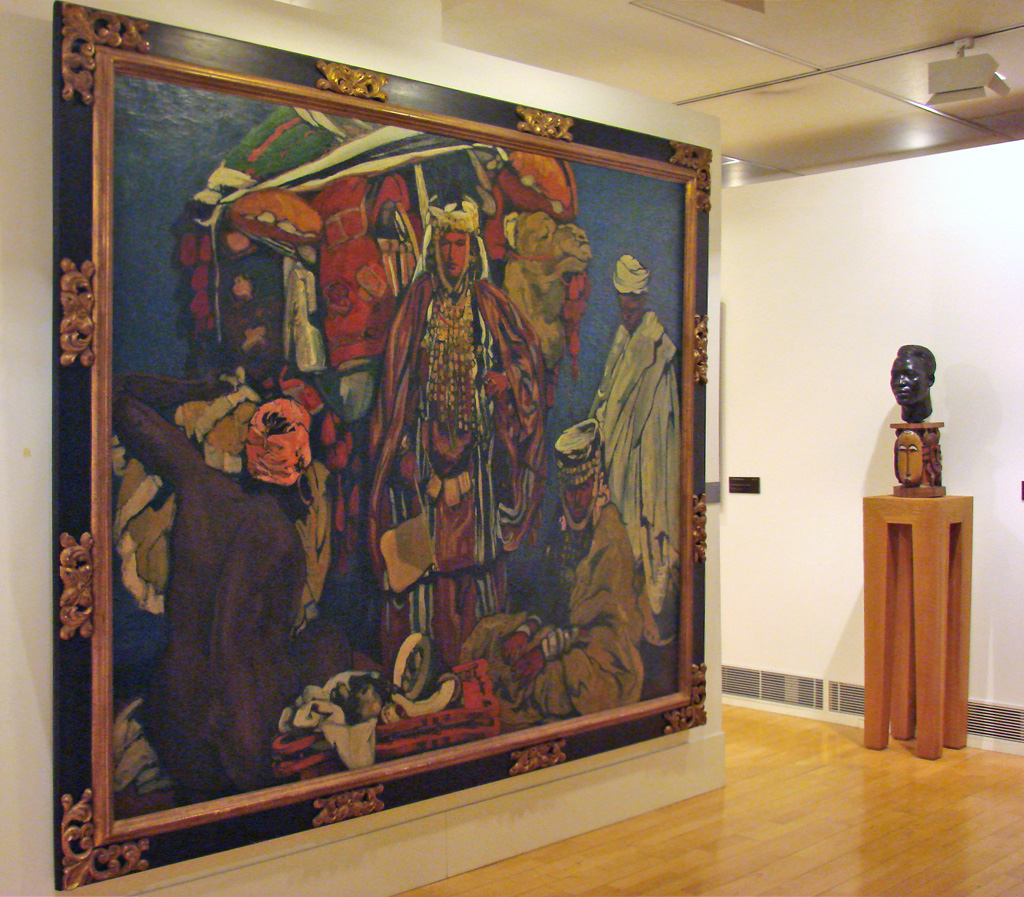
Алжирские женщины